# Jean Le Normand
Jean Le Normand  (né à Orléans vers 1662 et mort à Évreux le 7 mai 1733) est un ecclésiastique qui fut évêque d'Évreux de 1710 à 1733.

## Biographie
Jean Le Normand ou Le Normant est issu d'une famille modeste d'Orléans. Il fait ses études à la Sorbonne et il est reçu docteur avant l'âge de 30 ans. Promoteur du siège épiscopal de Paris en 1700, syndic du clergé, il est représentant de la province ecclésiastique de Paris lors de l'Assemblée du clergé de 1710. Il est nommé évêque d'Évreux la même année et consacré en décembre à Paris dans la chapelle de la Sorbonne par l'archevêque Louis Antoine de Noailles.
Il prend possession de son siège le 1er avril 1711 et devient abbé commendataire de  Saint-Taurin en 1713. Malgré ses liens avec le clergé parisien, il est l'un des artisans de la destruction de Port-Royal des Champs. Dans son diocèse, il agit avec la même rigueur en 1728 contre les  partisans de Jean Soanen. Il meurt à Évreux le 7 mai 1733. Il lègue par testament son importante bibliothèque à son église ce qui est contesté en justice par sa nièce et héritière Blanche Le Normand, veuve du sieur Alleuame qui a finalement gain de cause en 1735 contre le chapitre de chanoines.